# عين زحلتا
عين زحلتا هي إحدى القرى اللبنانية من قرى قضاء الشوف في محافظة جبل لبنان.

## أعلام
- باسل فليحان